# Eloeophila subannulata
Eloeophila subannulata is een tweevleugelige uit de familie steltmuggen (Limoniidae). De soort komt voor in het Afrotropisch gebied.